# Liste der Studentnationen in Lund

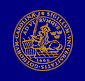

In Lund gibt es derzeit 13 Studentnationen, in denen die Studenten der Universität Lund organisiert sind.
Da der Studentenwerksbeitrag direkt an die Nation entrichtet wird, übernimmt diese für Studentenwerke typische Aufgaben. Jedoch stellen die historisch aus Landsmannschaften hervorgegangene Nationen mehr dar als nur eine Interessenvertretung der Studierendenschaft. Sie prägt das soziale Angebot für Studenten entscheidend durch ihre Angebote zu studentenfreudlichen Preisen, wie etwa Bars, Diskotheken oder auch Restaurants, die exklusiv für Mitglieder von Nationen sind. Bis Juli 2010 war die Mitgliedschaft in einer der Nationen – auch für Austauschstudenten – obligatorisch.

## In Lund aktive Studentnationen
|  |
|  |
|  |

|  |
|  |

|  |
|  |
|  |

|  |
|  |
|  |

|  |
|  |
|  |

|  |
|  |

|  |
|  |
|  |

|  |
|  |
|  |

|  |
|  |

|  |
|  |
|  |

|  |
|  |
|  |

|  |
|  |
|  |

|  |
|  |
|  |